# Église de la Mère-de-Dieu de Macao
Pour les articles homonymes, voir Église de la Mère-de-Dieu.
L’église de la Mère-de-Dieu de Macao est le reste en ruines d'une église du début du XVIIe siècle de Macao faisant partie, avec les fondations du collège Saint-Paul de Macao, d'un site appelé ruines de Saint-Paul. Collège et église sont ravagés par un incendie en 1835. Ne reste debout que la façade de l’église au haut d’un escalier monumental de 68 marches.

## Description
- Seule la façade est encore debout. Sa décoration fut faite entre 1620 et 1627 par des artistes chrétiens japonais, sous la direction de Giovanni Niccolò (1560-1626). Elle comprend cinq niveaux. Ensemble, ces décorations présentent une rare intégration d’éléments orientaux et européens : chinois (lion), japonais (le chrysanthème), portugais (la caravelle) et chrétiennes. Au niveau du sol se trouve une pierre d’angle portant le texte latin : « VIRGINI MAGNAE MATRI / CIVITAS MACAENSIS LIBENS / POSUIT. AN.1602 » (« À la grande Mère vierge, la ville de Macao a volontiers posé [cette pierre] en l'an 1602 »).
- Au premier étage de la façade, placées dans des niches se trouvent les statues de quatre saints jésuites : Louis de Gonzague, Ignace de Loyola, François Xavier et François Borgia[1].
- Au départ du fronton, au-dessus de la porte principale se trouve une niche avec la statue de la Vierge Marie, Mère de Dieu, entourée d’anges-musiciens.  De part et d’autre se trouvent des décorations à motifs orientaux avec inscriptions chinoises, dont une Dame écrasant une hydre à sept têtes, décrite en chinois comme « La Sainte Mère piétine la tête du dragon ».
- Au niveau suivant du fronton : la conquête de la mort par la passion de Jésus, et au plus haut niveau, une colombe (symbole de l’Esprit Saint) aux ailes déployées.

## Conservation

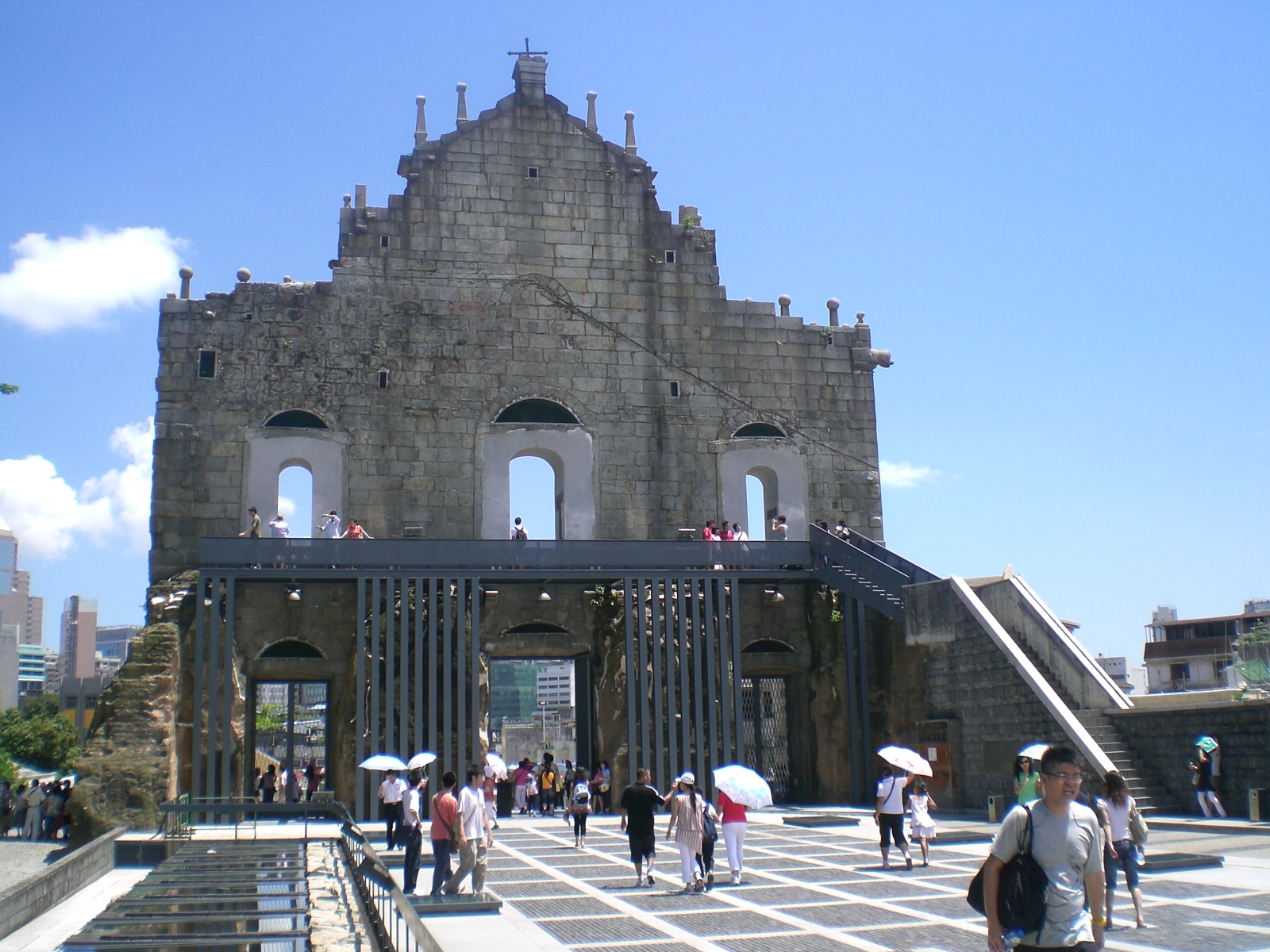
Derrière la façade, les vestiges des piliers de la nef et du sanctuaire

Après l'incendie de 1835, les autorités coloniales portugaises refusèrent de reconstruire l'église, car à l'époque, les caisses étaient vides, et l'empire colonial portugais en déclin, les Britanniques étant désormais en première place. Aussi, à l'époque, les Portugais, très isolés à Macao, n'étaient même pas certains de conserver ce comptoir. Malgré tout, il fut décidé de conserver la façade de l'église, comme pour laisser une relique de l'âge d'or de la colonisation portugaise.    
La façade menaçant de s'écrouler, il fut sérieusement question de la démolir. Elle fut sauvée de justesse. De 1990 à 1995, des fouilles archéologiques sont faites sous l’égide de l’Institut culturel de Macao. La crypte et les fondations sont mises au jour, révélant le plan architectural de l’édifice. De nombreux objets religieux ont également été trouvés avec les reliques des chrétiens japonais martyrs et les restes mortels de plusieurs jésuites, dont le fondateur du collège Saint-Paul de Macao, Alessandro Valignano.
Les ruines ont été restaurées par le gouvernement de Macao dans un musée, et la façade est maintenant renforcée de béton et d’acier d’une façon qui préserve l’intégrité esthétique de la façade. Un escalier en acier permet aux touristes de monter le long de la façade par l’arrière. Il est de coutume de jeter des pièces de monnaie par la fenêtre du haut des ruines car cela porterait bonheur.